# جان بایلسما
جان بایلسما (انگلیسی: John Bylsma؛ زادهٔ ۱ فوریهٔ ۱۹۴۶) دوچرخه‌سوار اهل استرالیا است.  وی در بازی‌های المپیک تابستانی ۱۹۶۸ و ۱۹۷۲ شرکت کرده است.